# جون إس. ساول
جون إس. ساول هو اقتصادي كندي، ولد في 4 مايو 1938.